# Barybas callosipyga
Barybas callosipyga är en skalbaggsart som beskrevs av Frey 1969. Barybas callosipyga ingår i släktet Barybas och familjen Melolonthidae. Inga underarter finns listade.